# Elvas (stolica tytularna)
Elvas (łac. Dioecesis Elvensis) – stolica historycznej diecezji w Portugalii, erygowanej w roku 1570, a zlikwidowanej w roku 1881. Współcześnie miejscowość Elvas w dystrykcie Portalegre. Obecnie katolickie biskupstwo tytularne.

## Biskupi tytularni
| Lp. | Biskup                                  | Funkcja                                   | Od                   | Do                   |
| --- | --------------------------------------- | ----------------------------------------- | -------------------- | -------------------- |
| 1   | André Jacquemin                         | emerytowany biskup Bayeux (Francja)       | 10 grudnia 1969      | 10 grudnia 1970      |
| 2   | Raymond Bouchex                         | biskup pomocniczy Aix (Francja)           | 23 lutego 1972       | 25 kwietnia 1978     |
| 3   | Armindo Lopes Coelho                    | biskup pomocniczy Porto (Portugalia)      | 16 listopada 1978    | 15 października 1982 |
| 4   | José Augusto Martins Fernandes Pedreira | biskup pomocniczy Porto (Portugalia)      | 28 grudnia 1982      | 29 października 1997 |
| 5   | Tomás Pedro Barbosa da Silva Nunes      | biskup pomocniczy Lizbony (Portugalia)    | 7 marca 1998         | 1 września 2010      |
| 6   | Nuno Brás                               | biskup pomocniczy Lizbony (Portugalia)    | 10 października 2011 | 12 stycznia 2019     |
| 7   | Darley José Kummer                      | biskup pomocniczy Porto Alegre (Brazylia) | 10 kwietnia 2019     |                      |